# Nguyễn Hồng Trường
Nguyễn Hồng Trường là một chính khách nước Cộng hòa xã hội chủ nghĩa Việt Nam. Ông từng giữ chức vụ Phụ trách điều hành công tác của Bộ Giao thông vận tải, Thứ trưởng Bộ Giao thông Vận tải từ năm 2007 đến năm 2017.
Ngày 14 tháng 8 năm 2020, ông bị khởi tố, bắt tạm giam về tội vi phạm quy định về sử dụng tài sản nhà nước gây thất thoát lãng phí theo điều 219 bộ luật Hình sự 2015.

## Tiểu sử
Trước năm 2007, ông làm Ủy viên Ban Thường vụ Tỉnh ủy, Phó Chủ tịch Ủy ban nhân dân tỉnh Nghệ An
Tháng 4 năm 2007, Thủ tướng Chính phủ bổ nhiệm giữ chức Thứ trưởng Bộ Giao thông Vận tải.

### Phụ trách điều hành công tác của Bộ Giao thông vận tải
Căn cứ ý kiến của Thủ tướng Chính phủ về việc điều chỉnh phân công công tác của thành viên Chính phủ tại Thông báo số 33/TB-VPCP ngày 05 tháng 02 năm 2016 của Văn phòng Chính phủ;
Ngày 5/2/2016, Bộ trưởng Bộ GTVT Đinh La Thăng có Quyết định số 447/QĐ-GTVT giao đồng chí Nguyễn Hồng Trường, Thứ trưởng Bộ Giao thông vận tải, kể từ ngày 05/02/2016 cho đến khi có quyết định mới của cơ quan có thẩm quyền.
Nguyễn Hồng Trường được Thủ tướng Nguyễn Xuân Phúc ký quyết định nghỉ hưu theo chế độ từ ngày 1/8/2017.

### Bị cách chức
Ngày 16 tháng 7 năm 2019, Ban Bí thư Ban Chấp hành Trung ương Đảng Cộng sản Việt Nam khóa 12 quyết định thi hành kỷ luật ông Nguyễn Hồng Trường bằng hình thức cách chức Ủy viên Ban cán sự đảng Bộ GTVT nhiệm kỳ 2011-2016 và 2016-2021.
Ngày 25 tháng 9 năm 2019, Thủ tướng Chính phủ Việt Nam Nguyễn Xuân Phúc kí quyết định số 1246/QĐ-TTg thi hành kỉ luật Nguyễn Hồng Trường, nguyên Thứ trưởng Bộ Giao thông vận tải, với hình thức Xóa tư cách nguyên Thứ trưởng Bộ Giao thông vận tải giai đoạn 2011-2015 và 2016-2017 do "đã có vi phạm, khuyết điểm nghiêm trọng trong công tác và Ban Bí thư đã thi hành kỷ luật về Đảng" (Đảng Cộng sản Việt Nam).

### Bị khởi tố
Ngày 14.8, Cơ quan Cảnh sát điều tra Bộ Công an đã khởi tố bị can, thực hiện lệnh khám xét đối với ông Nguyễn Hồng Trường, cựu Thứ trưởng Bộ GTVT, về tội vi phạm quy định về sử dụng tài sản nhà nước gây thất thoát lãng phí theo điều 219 bộ luật Hình sự 2015 trong Vụ án sai phạm đấu thầu cao tốc TP.HCM - Trung Lương.